# Tuoro sul Trasimeno
Tuoro sul Trasimeno é uma comuna italiana da região da Umbria, província de Perugia, com cerca de 3.546 habitantes. Estende-se por uma área de 55 km², tendo uma densidade populacional de 64 hab/km². Faz fronteira com Castiglione del Lago, Cortona (AR), Lisciano Niccone, Magione, Passignano sul Trasimeno.

## Demografia
| Variação demográfica do município entre 1861 e 2011                               |
|                                                                                   |
| Fonte: Istituto Nazionale di Statistica (ISTAT) - Elaboração gráfica da Wikipedia |